# Лукезе Ест (Фиренца)
Лукезе Ест је насеље у Италији у округу Фиренца, региону Тоскана.
Према процени из 2011. у насељу је живело 13 становника. Насеље се налази на надморској висини од 23 м.